# Žerotín (district d'Olomouc)
Pour les articles homonymes, voir Žerotín.
Žerotín (en allemand : Scherotein) est une commune du district et de la région d'Olomouc, en République tchèque. Sa population s'élevait à 448 habitants en 2023.

## Géographie
Žerotín se trouve à 8 km à l'ouest de Šternberk, à 15 km au nord-nord-ouest d'Olomouc, à 72 km au nord-est de Brno et à 202 km à l'est-sud-est de Prague.
La commune est limitée par Újezd au nord, par Hnojice à l'est, par Liboš à l'est et au sud, par Štěpánov au sud-ouest, et par Pňovice et Strukov à l'ouest.

## Histoire
La première mention écrite de la localité date de 1141.

## Transports
Par la route, Žerotín se trouve à 12 km de Šternberk, à 21 km d'Olomouc, à 99 km de Brno et à 249 km de Prague.